# کریستوفر ملون
کریستوفر کارل ملون (انگلیسی: Christopher Karl Mellon) زاده ۱۹۵۷م، یک سیاستمدار و سرمایه‌گذار آمریکایی است. از سال ۲۰۲۳م، وی در بخش سرمایه‌گذاری خصوصی فعال بوده است. کریستوفر ملون، در دولت‌های
کلینتون و جورج دبلیو بوش، معاون وزیر دفاع در امور اطلاعاتی بود. او قبلاً به عنوان مدیر کمیته منتخب امور اطلاعاتی مجلس سنای آمریکا خدمت می‌کرد. کریستوفر، عضوی از خانواده بانفوذ ملون در منطقه پیتسبرگ بزرگ است.
لابی‌گری وی در خصوص تحقیقات دولت ایالات متحده پیرامون اشیاء ناشناس پرنده از جمله علل سرشناسی اوست.